# Wilhelm von Ammon
Wilhelm von Ammon (Memmingen, 17 marzo 1903 – Stoccarda, 13 dicembre 1992) è stato un avvocato tedesco.

## Biografia
Studiò legge, nel 1921 durante i suoi studi entrò a far parte della confraternita Burschenschaft der Bubenreuther. Nel 1926 conseguì il dottorato in giurisprudenza all'Università di Monaco di Baviera. Dopo la presa del potere nazista nel 1933, si unì alle SA e nel 1935 divenne giudice distrettuale presso il Ministero della Giustizia del Reich. Fu promosso direttore del tribunale distrettuale nel giugno 1937, fece domanda per l'ammissione al NSDAP il 20 luglio e fu ammesso retroattivamente dal 1º maggio (numero di iscrizione 4.581.473). Dopo un periodo di lavoro nella Corte regionale superiore di Monaco, fu trasferito al Ministero della Giustizia del Reich nel 1940, dove fu promosso Ministerialrat nel marzo 1943.
Sotto l'autorità di Wolfgang Mettgenberg, fu alla guida del gruppo che si occupò dei prigionieri Nacht und Nebel: stilò e presentò alcuni "elenchi con centinaia di condanne a morte" al ministro della Giustizia Otto Georg Thierack e al segretario di Stato Herbert Klemm, già suddivise come "certe" o "dubbie".

### Nel dopoguerra
Il 14 dicembre 1947 Ammon fu condannato a dieci anni di reclusione nel processo ai giudici per il suo coinvolgimento nell'attuazione delle misure Nacht und Nebel; il 3 febbraio 1951 grazie a una richiesta di clemenza fu rilasciato dalla prigione di Landsberg. Dal 1957 al 1970 fu direttore dell'ufficio della Chiesa regionale luterana ad Ansbach. Ha anche scritto un commento sulla costituzione della chiesa bavarese.

## Pubblicazioni
- (DE) Wilhelm von Ammon, Der bindende rechtswidrige Befehl, Breslau, 1926.
- (DE) Wilhelm von Ammon e Reinhard Rusam, Verfassung der Evangelisch-Lutherischen Kirche in Bayern vom 20. November 1971, München, 1978.